# PUREX
퓨렉스(PUREX, 플루토늄 - 우라늄 추출(Plutonium - URanium EXtraction)는 사용후 연료에서 우라늄과 플루토늄을 녹여서 추출해내는 일반적인 방식이다. 퓨렉스는 이온 교환 추출에 기반을 두고 있다.
퓨렉스 방식은 맨해튼 계획의 부분이던 시카고 대학의 야금 연구소의 Herbert H. Anderson와 Larned B. Asprey가 발명하였다. 그들은 "용매 추출을 통한 플루토늄 생산"특허를 1947년에 제출하였으며, 이 특허에서는 인산 트리부틸(tributyl phosphate)을 주요 반응제로 언급하였다. (미국 특허 2,924,506를 참조.)

## 개략
사용후 연료는 주로 높은 원자량을 지니는 악티니드 계열의 화합물와 분열 생성물로 구성되어 있다. 그중 악티니드 계열의 화합물안엔 중성자를 흡수하지 않은 대다수의 연료들이 남아있으며, 중성자를 흡수한 동위원소들은 플루토늄 239와 같이 변화하게 된다. 여기엔 2차 생성물인 방사성 폐기물도 같이 포함되어 있다.
퓨렉스는 사용후 연료에서 남은 우라늄과 플루토늄을 빼내는 공법이며, 이를 발전소의 원료로 재활용할 수 있다. 간단하게 퓨렉스는 이온 교환을 통한 추출을 이용하여 사용후 연료에서 우라늄과 플루토늄과 다른 분열 생성물들을 각각 추출해내게 된다.

## 화학적 과정
사용후 연료는 처음 질산에서 녹이게 된다. 용해단계를 거친 연료는 일반적으로 높은 불용해성을 지닌 액체로 바뀌게 되는데, 이렇게 하지 않으면 용매를 이용한 추출작용을 저해하기 때문이다. 녹은 연료는 세 단계의 용매 추출 공정으로 보내어 지게 된다.
퓨렉스에서 쓰이는 유기용제는 30%의 인산 트리부틸(tributyl phosphate, TBP)을 등유나 수소화된 프로필렌 삼합체에 녹인 것으로, 유기용제는 우라늄과 플루토늄을 회수하는데 사용된다. 질산에 녹은 연료와 유기용제는 서로 혼합하여 분열 잔재물은 계속 질산에 남아 있게 되며, 우라늄과 플루토늄은 유기용제에 남게 된다. 이후 플루토늄의 원자가를 바꿔, 용매와 친화성을 떨어뜨려 우라늄과 플루토늄을 분리해 내게 된다.

## 오염
핸포드에 있던 PUREX 공장은 PUREX 공정중 '매우 많은 액체 폐기물'을 만들었으며, 이 액체 폐기물들은 지하로 침투하여 지하수를 오염시켰다.

## 같이 보기
- 핵연료 주기

## 참고 자료
- 원자력 지식 정보 관문국의 퓨렉스 공정 개요도[깨진 링크(과거 내용 찾기)]
- OECD Nuclear Energy Agency, The Economics of the Nuclear Fuel Cycle, Paris, 1994
- I. Hensing and W Schultz, Economic Comparison of Nuclear Fuel Cycle Options, Energiewirtschaftlichen Instituts, Cologne, 1995.
- Cogema, Reprocessing-Recycling: the Industrial Stakes, presentation to the Konrad-Adenauer-Stiftung, Bonn, 9 May 1995.
- OECD Nuclear Energy Agency, Plutonium Fuel: An Assessment, Paris, 1989.
- National Research Council, "Nuclear Wastes: Technologies for Separation and Transmutation", National Academy Press, Washington D.C. 1996.